# Zbrojnoš
Zbrojnoš byl středověký průvodce rytíře. Přeneseně to může být člověk, který nosí zbroj.
V literatuře je dobře znám zbrojnoš Sancho Panza, věrný průvodce rytíře Dona Quijote, kde jej v parodii na  rytířské eposy Důmyslný rytíř Don Quijote de la Mancha zvěčnil spisovatel Miguel de Cervantes y Saavedra.